# 掌法
掌法（しょうほう）は、中国武術などに見られる格闘技術の一つ。掌（てのひら）や手刀を使って相手に打撃を与える技術のこと。また、主に掌で打撃を与える武術を掌法と言うこともある。八卦掌などが代表的。

## 概説
拳（こぶし）のみを使って打撃を与える「拳法」とは狭義においては一応区別されるが、「拳法」という言葉の中に掌法、蹴り技などを含めた格闘技一般として使われることもある。なお、一般的な拳法においても掌を使う技があるので、これをこの名で呼ぶ場合もある。
特に拳を鍛えていない場合、素人などが安易に人間の頭など堅いものを殴ると拳を骨折する危険が高いが、掌底などはこれに対して骨折の危険は少ないため、護身術などで使われることもある。また、拳に比べて掌は面積が広いぶん力が入れやすく、内臓など臓器にダメージを与える場合、拳よりも向いている。その他、握り込まない掌においては、指先や手の甲、手刀なども使う。八卦掌では指先を集めた鈎手も使う。
中国武術では突きや蹴りを主体とする拳法でありながら拳を使わず掌法のみを使う流派がいくつか存在する。以下の様なものが代表である。
- 八卦掌
- 劈掛掌

## 創作において
武侠小説においては掌法は頻出する概念であり、筋力のみならず内力とよばれるエネルギーを掌に込めることで破壊力を増すとされている。特に達人となり、掌力が増すと、相手に触れずとも遠距離から掌風という衝撃波で打撃を与えることができるなど、超人的な破壊力を発揮する。そのため、掌法においては内功と言って内力を生み出す技術が重要視される。武侠小説の主要人物は「降龍十八掌」（こうりゅうじゅうはっしょう）や「伏虎掌法」（ふくこしょうほう）などの掌法をマスターしていることが多い。